# Rıdvan Yılmaz
Rıdvan Yılmaz (* 21. května 2001) je turecký profesionální fotbalista, který hraje na pozici levého obránce za skotský klub Rangers FC a turecký národní tým.

## Klubová kariéra

### Beşiktaş
Yılmaz se narodil v Istanbulu. 10 let své mládežnické kariéry strávil v akademii Beşiktaşe, do které nastoupil v sedmi letech. Yılmaz debutoval s Beşiktaşem jako pozdní náhradník při výhře 7:2 nad Çaykur Rizespor 8. dubna 2019 v Süper Lig. V sezóně 2020/21 získal Yılmaz s Beşiktaşem titul v Süper Lig a také s ním vyhrál Turecký pohár.

### Rangers
Dne 25. července 2022 se Yılmaz připojil ke skotskému klubu Rangers na pětiletou smlouvu za přestupovou částku 3,4 milionu liber, přičemž dohoda obsahovala bonusy, které by mohly poplatek zvýšit na 5,3 milionu liber. Za klub debutoval jako náhradník proti belgickému týmu Union Saint-Gilloise při prohře v kvalifikaci Ligy mistrů UEFA dne 2. srpna 2022.
Yılmaz utrpěl vážné zranění hamstringu v zápase Scottish Premiership proti Aberdeenu v říjnu. Po více než čtyřech měsících se vrátil do prvního týmu Rangers jako náhradník v zápase Skotského poháru proti Raith Rovers v březnu 2023.

## Reprezentační kariéra
Yılmaz hrál mládežnický mezinárodní fotbal za Turecko na úrovních do 16, 17, 18, 19 a 21, celkem odehrál 50 zápasů.
V květnu 2021 byl Yılmaz povolán do předběžného 30členného týmu turecké fotbalové reprezentace pro Mistrovství Evropy ve fotbale 2020. Svůj seniorský mezinárodní debut si odbyl 27. května 2021 v přípravném utkání proti Ázerbájdžánu. Byl zařazen do konečné 26členné sestavy Turecka pro turnaj.

## Statistiky

### Klubové
Platí k zápasu hranému 23. ledna 2025.
| Klub              | Sezóna            | Liga                 | Liga   | Liga | Národní pohár | Národní pohár | Ligový pohár | Ligový pohár | Kontinentální | Kontinentální | Ostatní | Ostatní | Celkově | Celkově |
| Klub              | Sezóna            | Soutěž               | Zápasy | Góly | Zápasy        | Góly          | Zápasy       | Góly         | Zápasy        | Góly          | Zápasy  | Góly    | Zápasy  | Góly    |
| ----------------- | ----------------- | -------------------- | ------ | ---- | ------------- | ------------- | ------------ | ------------ | ------------- | ------------- | ------- | ------- | ------- | ------- |
| Beşiktaş          | 2018/19           | Süper Lig            | 1      | 0    | 0             | 0             | —            | —            | 0             | 0             | —       | —       | 1       | 0       |
| Beşiktaş          | 2019/20           | Süper Lig            | 6      | 0    | 1             | 0             | —            | —            | 0             | 0             | —       | —       | 7       | 0       |
| Beşiktaş          | 2020/21           | Süper Lig            | 18     | 1    | 2             | 0             | —            | —            | 1             | 0             | —       | —       | 21      | 1       |
| Beşiktaş          | 2021/22           | Süper Lig            | 27     | 3    | 3             | 0             | —            | —            | 2             | 0             | 1       | 0       | 33      | 3       |
| Beşiktaş          | Celkově           | Celkově              | 52     | 4    | 6             | 0             | —            | —            | 3             | 0             | 1       | 0       | 62      | 4       |
| Rangers           | 2022/23           | Scottish Premiership | 9      | 0    | 2             | 0             | 2            | 0            | 2             | 0             | —       | —       | 15      | 0       |
| Rangers           | 2023/24           | Scottish Premiership | 26     | 1    | 4             | 0             | 1            | 1            | 2             | 0             | —       | —       | 33      | 2       |
| Rangers           | 2024/25           | Scottish Premiership | 13     | 0    | 1             | 0             | 1            | 0            | 5             | 0             | —       | —       | 20      | 0       |
| Rangers           | Celkově           | Celkově              | 48     | 1    | 7             | 0             | 4            | 1            | 9             | 0             | —       | —       | 68      | 2       |
| Celkově v kariéře | Celkově v kariéře | Celkově v kariéře    | 100    | 5    | 13            | 0             | 4            | 1            | 12            | 0             | 1       | 0       | 130     | 6       |

### Reprezentační
Platí k zápasu hranému 22. března 2024.
| Národní tým | Rok     | Zápasy | Góly |
| ----------- | ------- | ------ | ---- |
| Turecko     | 2021    | 5      | 0    |
| Turecko     | 2022    | 1      | 0    |
| Turecko     | 2024    | 1      | 0    |
| Celkově     | Celkově | 7      | 0    |

## Úspěchy
Beşiktaş
- Süper Lig: 2020/21
- Turecký pohár: 2020/21
- Turecký Superpohár: 2021

Rangers
- Scottish League Cup: 2023/24